# ریبال الاسد

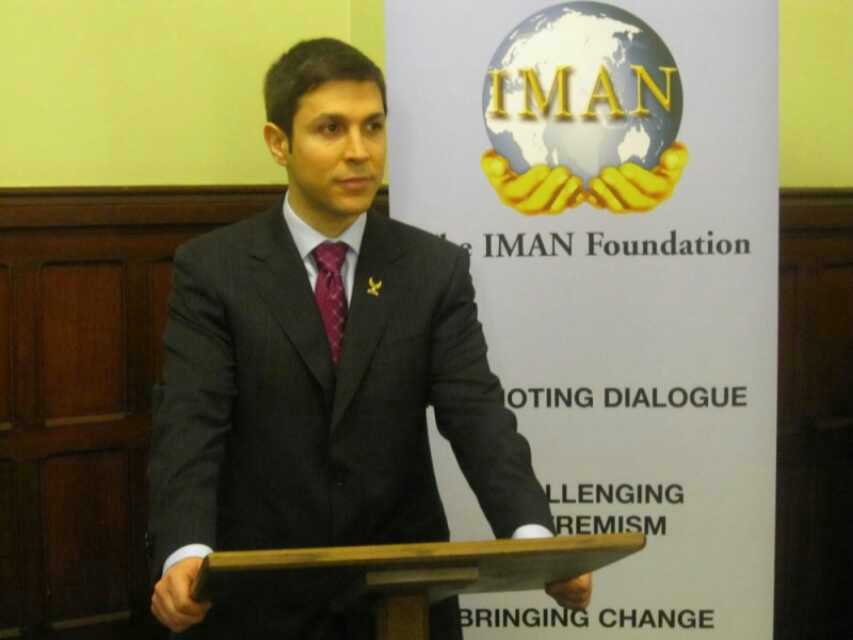
نگارهٔ ریبال الاسد، فعال سیاسی اهل سوریه - ۲۰۱۱

ریبال الاسد (متولد ۴ ژوئن ۱۹۷۵) اهل سوریه، از چهره‌های برجسته مدافع جهانی دموکراسی، آزادی و حقوق بشر است. او پسر رفعت الاسد و لین الخیر و همسر جوآنا الاسد است. برادران وی سیوار الاسد، نویسنده رمان فرانسوی «قلب گمشده» و سومار الاسد، مؤسس کانال تلویزیونی شبکه خبری عرب A.N.N و حزب مردم عرب در سال ۱۹۹۷ می‌باشند. او همچنین اولین پسرعمو و مخالف همیشگی بشار الاسد است.
ریبال مؤسس و مدیر سازمان آزادی و دموکراسی در سوریه (ODFS) و رئیس و بنیان‌گذار بنیاد ایمان است که به دنبال تحقق گفتگوی بین مذهبی و بین فرهنگی و به چالش کشیدن افراط گرایی است.
ریبال الاسد در دوران کودکی توسط دولت از سوریه تبعید شد و از آن زمان تاکنون بیش از یک دهه برای‌گذار مسالمت‌آمیز به سمت آزادی، دموکراسی و حقوق بشر در کشورش تلاش کرده‌است. در سال ۲۰۱۰، پیش از بهار عربی، در مصاحبه‌ای که با رابرت فیسک مورخ در روزنامه ایندیپندنت داشت از امید خود برای یک سوریه جدید سخن گفت.
باور وی بر راه حل سیاسی برای پایان دادن به درگیری‌های سوریه به عنوان تنها راه حل باقی مانده، با وجود تشدید خشونت از زمان آغاز جنگ در سال ۲۰۱۱، همچنان ثابت مانده‌است. ریبال الاسد علی‌رغم نقش مدافع حقوق دموکراتیک جهانی در سوریه، در برابر گروه‌های سیاسی مذهبی و حکومت دینی نیز صریح بوده‌است و علناً از ارگان‌هایی از جمله اخوان المسلمین، حزب‌الله، جبهه النصره، ISIS، حماس و دولت ایران انتقاد کرده‌است [۱]. او همچنین از شورای ملی سوریه و انتخاب غیر دموکراتیک اعضای آن توسط ترکیه و قطر، که اکثریت آن‌ها اعضای اخوان المسلمین هستند، انتقاد کرده‌است. انتقاد وی از ارتش سوریه آزاد به همان اندازه مربوط به گنجاندن گروه‌های افراطی اسلام‌گرا و شورای عالی نظامی افراط گرای سلافی در آن می‌شود [۲]. او از سال ۲۰۱۰ به منظور استقرار صلح و ثبات در سوریه، از جامعه بین‌المللی دعوت به گردهمایی کرده‌است.
ریبال الاسد چندین بنیاد خیریه و کسب و کار دارد و به زبان‌های عربی، فرانسوی، اسپانیایی و انگلیسی مسلط است.

## اوایل زندگی و خانواده
ریبال در دمشق متولد شد و فرزند ۱۳ ام از مجموع ۱۶ خواهر و برادر بود. مادر او چشم پزشک و صاحب یک کلینیک رایگان برای فقرا در دمشق بود. پدر وی، دکتر رفعت الاسد، رئیس آموزش عالی، یکی از چهره‌های ارشد نظامی و معاون اسمی رئیس‌جمهور بین سال‌های ۱۹۸۴ و ۱۹۹۸، و برادر کوچکتر رئیس‌جمهور اخیر، حافظ الاسد، بود.
ریبال در دوران کودکی با انبوهی از عقاید دموکراتیک احاطه شده بود. پدر وی، الفرسان، اولین و تنها مجله عربی را در خاورمیانه تأسیس نمود که مروج دموکراسی و آزادی بود. ریبال به خواندن صفحاتی که اهمیت کثرت گرایی سیاسی و آزادی سوریه و خاورمیانه را تبیین می‌نمودند، تشویق می‌شد. پدر او همچنین مروج آموزش و پرورش (ساخت دانشگاه لاذقیه و حمص و گسترش دانشگاه حلب) و پیشرفت زنان در جامعه نظامی و غیرنظامی بود. مادر او، لین الخیر، یکی از ذینفعان این سیاست، به عنوان یک سرباز چترباز آموزش دید.
او در سال ۱۹۸۴ و در سن ۹ سالگی، در پی جریانی که بین پدر و عمویش که در دهه ۱۹۷۰ آغاز شد و منجر به بن‌بستی نظامی و شکاف در حزب بعث سوریه شد، سوریه را ترک نمود. در مصاحبه‌ای با جویش کرونیکل، ریبال الاسد ادعا کرد که "اگر افکار پدرش در دهه ۱۹۷۰ پیگیری می‌شد، سوریه هم‌زمان با مصری‌ها با اسرائیل به صلح می‌رسید. " [۳].
ریبال و خانواده اش سپس به پاریس نقل مکان کردند و وی تا ۱۶ سالگی در آنجا زندگی کرد. او ادعا کرد که تجاربش درآمیزه‌ای با فرهنگ‌های دیگر در پاریس، به وی در رسیدن به درکی اولیه از جوامع چند فرهنگی و چند قومیتی؛ به خصوص در رابطه با جوامع یهودی کمک نمود. باور به جامعه فراگیر و چند فرهنگی که سنگ بنای مأموریت ODFS بود از همین‌جا نشئت می‌گیرد [۴]. ریبال الاسد در سن ۱۶ سالگی، دوران دبیرستان خود را در نیویورک و هوستون آغاز نمود و سپس به دانشگاه بوستون پیوست.
به رغم خروج از سوریه در سال ۱۹۸۴، ریبال الاسد همچنان با سوء قصدهایی که در سال ۱۹۹۴، ۱۹۹۸ و ۱۹۹۹ رخ دادند، تهدید می‌شد. در طول دوره ۱۹۹۲–۱۹۹۷، که این حملات واقع شدند، ریبال الاسد اقامت دائمی در سوریه نداشت، اما به‌طور معمول هنگام تعطیلات کریسمس به منظور دیدار پدرش، که ممنوع‌الخروج بود، به خانه بازمی‌گشت. از ۱۹۹۷–۹، او در سوریه ماند و به ادامه کارهای خیریه‌ای که توسط پدرش آغاز شده بود، پرداخت.
- در سال ۱۹۸۰ زمانی که اخوان المسلمین، که مدافع سرنگونی دولت به نفع یک دولت اسلامی در سوریه بودند، سعی داشتند کامیونی پر از مواد منفجره را به سمت خانه و خانواده او هدایت کنند، کامیون توسط مأموران امنیتی رهگیری شد و مورد هدف گلوله قرار گرفت.
- در سال ۱۹۹۴، دو هفته پس از بحثی در منظر عموم با عموزاده‌های خود، بشار و ماهر الاسد، به منظور ترور ریبال که پس از مرگ مادرش در سال ۱۹۹۲ به خانه برگشته بود تا پدرش را ببیند، سربازانی به فرودگاه بین‌المللی دمشق فرستاده شدند. این طرح خنثی شد چون پدرش در فرودگاه همراه وی بود.
- در سال ۱۹۹۸، ریبال طعمه یک اقدام تروریستی توسط دولت شد. آن‌ها در هنگام بازگشت وی از لبنان به طرطوس، در جاده تاریک با استینگر در کمین ماشین آو نشستند.
  - در سال ۱۹۹۹، یک هفته پس از آنکه ریبال به اسپانیا بازگشت، خانه او در لاذقیه توسط ۵۰۰۰ گارد جمهوری‌خواه با استفاده از مسلسل، تانک، موشک پرتاب کن و هلیکوپتر، به فرماندهی ژنرال آصف شوکت مورد حمله قرار گرفت [۵].

دیگر حملات به‌طور مستقیم زندگی او را مورد هدف قرار ندادند، بلکه هدف پاره‌ای از همکاران و آثار خیریه او بودند:
- در سال ۲۰۰۶، ریبال خیریه الفرسان را در لبنان بنا نهاد که هدف آن توزیع مواد غذایی، کادو و اقلام مدرسه در مراسم مذهبی، به مردمانی از هر مذهب، فرقه و گروه قومی بود. او همچنین مدرسه‌ای کوچک تأسیس نمود تا در آن به کودکان به‌طور رایگان زبان‌های خارجی تدریس شود. در گزارشی که از تلویزیون LBC لبنان در دست است، در سال ۲۰۰۷ مدیر این مؤسسه خیریه به ضرب گلوله کشته شد و خودرو او در مدرسه توسط دولت سوریه به آتش کشیده شد.
- در سال ۲۰۰۹، وزارت اطلاعات نظامی لبنان، ناور عبود، عضو سوری اتحاد دموکراتیک ملل متحده (به رهبری پدر ریبال) را برای بازجویی فرا خواند و او را به وزارت اطلاعات نظامی سوریه تحویل داد. آن‌ها همچنین همسر باردار و دختر سه ساله او را که هر دو به لبنان فرار کرده بودند، تهدید کردند. عبود همچنین خزانه دار بنیاد خیریه الفرسان بود. دستگیری او در شب بعد از توزیع هدیه توسط او به مسلمانان و مسیحیان در کلیساها در لبنان صورت گرفت. وی از آن زمان تاکنون دیده نشده‌است.

حملات متعدد به شخص ریبال، دارایی‌ها و دوستان او، به وضوح منجر به نفرت و بیزاری او نسبت به دولت و نظام سیاسی ای شد که چنین اجازه‌ای را می‌دادند.

## فعالیت‌های سیاسی
ریبال الاسد اغلب اذعان داشته که قرار گرفتنش در معرض افراط گرایی، تروریسم و وحشت از زندگی در سلطه پلیس استبدادی، الهام بخش او برای تلاش در جهت تغییرات مسالمت‌آمیز، احقاق آزادی، دموکراسی و حقوق بشر در سوریه و خاورمیانه بوده‌است.

### کانال ANN
این تلاش برای دموکراسی و آزادی در سال ۲۰۰۶ و از طریق ریاست او در شبکه خبری عرب (ANN) که کانالی تلویزیونی برای ترویج آزادی و دموکراسی در سراسر خاورمیانه بود، آغاز شد. این شبکه که در سال ۱۹۹۷ تأسیس شد، اولین شبکه خبری عرب در تلویزیون ماهواره‌ای بود که در راستای ترویج دموکراسی و آزادی در سوریه، خاورمیانه و شمال آفریقا راه اندازی شد. اما، در سال ۲۰۰۹ کانال ANN توسط دولت سوریه مسدود شد [۶].

### سازمان دموکراسی و آزادی در سوریه
ریبال الاسد که از سانسور ANN به سطوح آمده بود، سازمان دموکراسی و آزادی در سوریه را در سال ۲۰۰۹ تأسیس نمود. حتی قبل از شروع بهار عربی در سال ۲۰۱۱، ریبال الاسد علیه دولت بشار الاسد و ناکامی آن در ارائه آینده‌ای دموکراتیک برای مردم سوریه صحبت کرده بود. دشمنی او نسبت به دولت سوریه در اولین سخنرانی اش به عنوان مدیر ODFS در مؤسسه LEGATUM در فوریه ۲۰۱۰، موجود است که در آن گفت:
«جهان رو به جلو حرکت کرده‌است، اما کشور من، سوریه، نه. کشور من در تبدیل شدن به ملتی بزرگ شکست خورده‌است. این گناه مردان یا زنان معمولی نیست. دولت فعلی، این رژیم، نتوانسته دموکراسی، آزادی و رفاه را محقق سازد. این رژیم، استبدادی و کنترلی است. به مردمش ستم می‌کند، آزادی بیان و تشکل را سلب، حقوق بشر را نقض، و اقتصاد را بطور اشتباه مدیریت می‌کند.» [۷]
به دلیل نیاز فوری به‌گذار سیاسی در سوریه به سوی دموکراسی و آزادی، ریبال به عنوان مدیر ODFS، مأموریت احقاق اصلاحات را با لابی گری با اعضای ارشد پارلمان بریتانیا و اروپا از جمله رابرت گادسیف MP، و رئیس گروه پارلمانی All-Party در سوریه، در ماه مارس سال ۲۰۱۰ ادامه داد. با این حال، این سازمان در سال ۲۰۱۰، یعنی زمانی که رابرت فیسک، روزنامه‌نگار روزنامه ایندیپندنت و تحلیلگر مشهور مسایل خاورمیانه، با ریبال الاسد مصاحبه نمود، به شهرت رسید. ریبال به این مصاحبه در این مقاله پاسخ داده‌است.
پس از شروع بهار عربی در سال ۲۰۱۱، کارهای سازمان سرعت گرفت و از آن زمان تاکنون ریبال در برخی از وقایع مهم، سازمان‌ها و موسسات سخن گفته‌است که عبارتند از:
- دانشگاه ملی سئول
- پارلمان بریتانیا
- پارلمان اروپا
- این مؤسسه برای دیپلماسی فرهنگی
- امنیت ملی در کنفرانس برلین
- کارلتون باشگاه و باشگاه اصلاحات
- این مؤسسه legatum, اتاق
- دانشگاه آکسفورد
- کوئین مری دانشگاه
- چین امور خارجه در دانشگاه
- این St. Gallen سمپوزیوم[۱]
- Avenir Suisse
- این بلد استراتژیک مجمع با دعوت از نخست‌وزیر اسلوونی
- این FAES (رئال مادرید) با دعوت از نخست‌وزیر سابق اسپانیا خوزه ماریا آزنار[۲]
- USI (ایالات خدمات مؤسسه) هند[۳]
- ORF[۴]
- IIC
- Vivekenanda[۵]
- اروپا و اقیانوس اطلس گروه
- Mid-Atlantic (لندن)
- لندن باشگاه روتاری
- موسسه پلی تکنیک ورچستر
- همایش سیاست جهانی
- جهان امور شوراهای آمریکا
- مدیران کسب و کار برای امنیت ملی
- استراتژی اروپایی یالتا نشست سالانه
- کنفرانس بنیاد ایمان 'اسلامگرایی: 'تهدیدی جهانی'
- کنفرانسٰ EIN در Split, کرواسی

او همچنین به‌طور منظم در تلویزیون و در رسانه‌های چاپی به عنوان مفسر سیاسی و رویدادهای جاری ظاهر می‌شود. .
ریبال از زمان آغاز شورای ملی سوریه، منتقد آن بوده‌است [۱۸]. وی همچنین اشاره کرده که چگونه این شورا با اکثریت قاطع متشکل از اعضای اخوان المسلمین است که از طریق فرایندی دموکراتیک انتخاب نشده‌اند بلکه دستچین شده ترکیه و قطر می‌باشند. او همچنین منتقد ارتش سوریه آزاد (با اشاره به اینکه چگونه این ارتش متشکل از گروه‌های افراطی اسلامی است) و شورای عالی نظامی آن (با بیان اینکه چگونه منحصراً از گروه‌های سلافی تندرو ساخته شده) بوده‌است.
سخنرانی محوری او در انجمن ملل متحد دانشگاه آکسفورد [۱۹] بیانگر نقطه نظر ریبال در این رابطه است که چگونه اجازه داده شد خوش‌بینی بهار عربی سوریه به سرعت به چرخه هرج و مرج و تراژدی قابل اجتناب پیش رود.

### بنیاد ایمان
وظیفه ریبال الاسد به عنوان رئیس بنیاد ایمان بر ترویج گفتگوی بین فرهنگی و بین ادیانی و به چالش کشیدن افراط گرایی در سراسر جهان متمرکز شده‌است. این یک سازمان ناسودبر است و متعهد به "ترویج گفتگوی بین مذهبی و بین فرهنگی، گفتگوی درون مذهبی و به چالش کشیدن افراط گرایی و تقویت صدای جریان اصلی می‌باشد.
از سال ۲۰۱۰ ریبال اسد در دیدار با یک لیست گسترده‌ای از مذهبی و رهبران سیاسی از مقیاس جهانی به بحث در مورد انواع مختلفی از هر دو کلی و مسائل خاص مربوط به درون و بین ایمان گفتگو است.
از سال ۲۰۱۰ تا کنون، ریبال الاسد با چهره‌های متعددی از رهبران سیاسی و مذهبی جهان دیدار کرده تا دربارهٔ انواع مسائل عام و خاص مربوط به گفتگوی بین و درون ادیانی بحث شود.
بنیاد ایمان میزبان تعدادی از کنفرانس‌ها با محوریت تندروی و افراط گرایی اسلامی بوده‌است.

### مقالات منتشر شده و از نظر قطعات
- http://m.huffpost.com/us/entry/4115457
- http://m.huffpost.com/us/entry/4548261
- http://m.huffpost.com/us/entry/5435330

برای پروژه سندیکا:
https://www.project-syndicate.org/commentary/is-syria-the-next-domino-
https://www.project-syndicate.org/commentary/the-struggle-for-syria
https://www.project-syndicate.org/commentary/the-contradictions-of-syria-s-civil-war-by-ribal-al-assad
برای خانه محافظه کار:
http://conservativehome.blogs.com/centreright/2010/03/a-free-and-democratic-syria-is-the-best-way-to-undermine-iran.html